# Brannon Braga

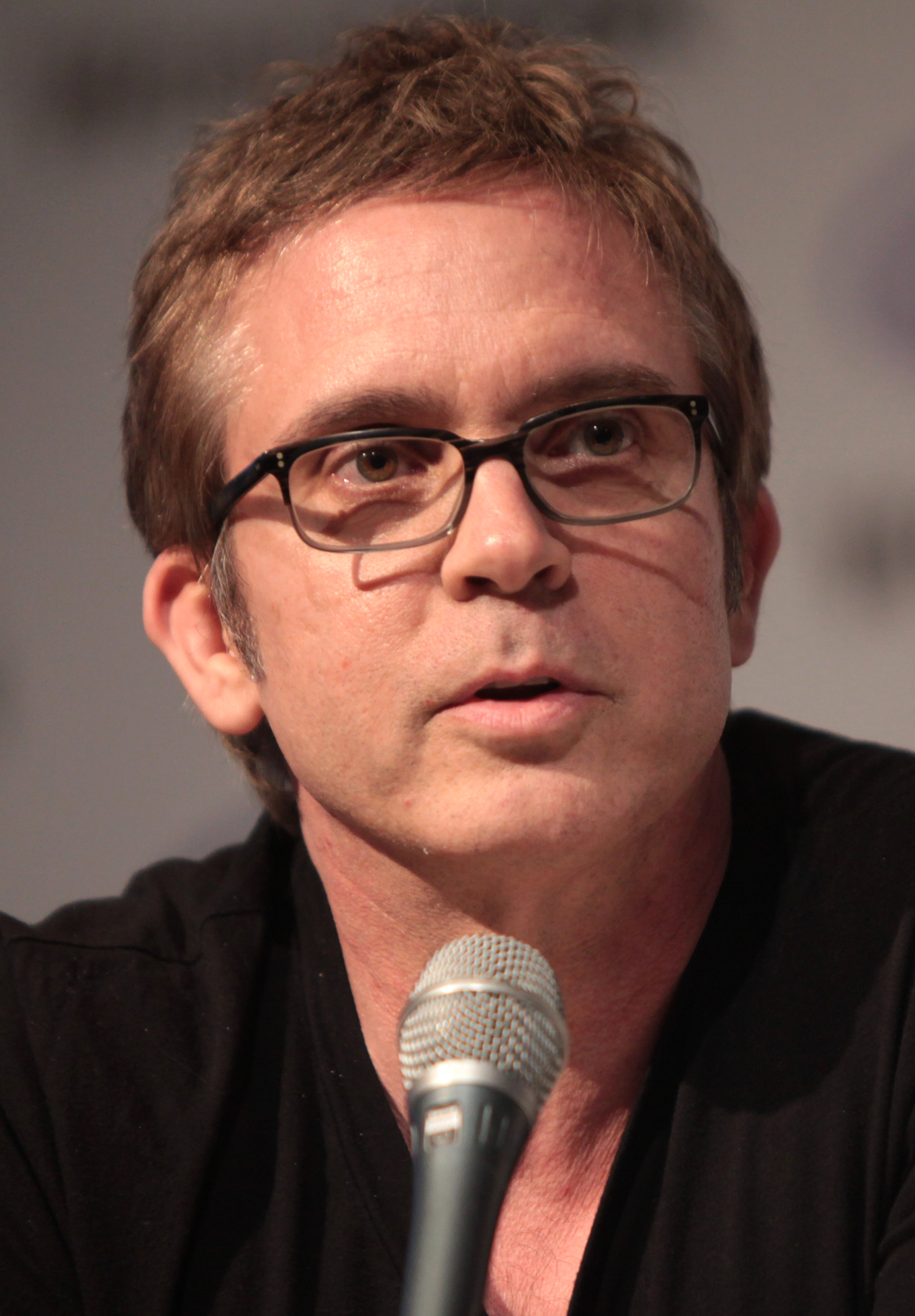
Brannon Braga auf der WonderCon 2015

Brannon Braga (* 14. August 1965 in Bozeman, Montana) ist ein US-amerikanischer Drehbuchautor, Regisseur und Filmproduzent.

## Star Trek
Braga, der Absolvent der Kent State University von Santa Cruz County ist, produzierte zunächst Musikvideos, bevor er ab 1992, zu Beginn der fünften Staffel, als Story Editor begann, an Raumschiff Enterprise – Das nächste Jahrhundert zu arbeiten.
Rasch entwickelte er sich zu einem gefragten Autor und Produzenten der Serie, der auch für viele Episoden von Star Trek: Raumschiff Voyager die Drehbücher schrieb.
Zusammen mit Ronald D. Moore und Rick Berman schrieb Braga auch die Drehbücher zu den Star-Trek-Kinofilmen Treffen der Generationen (1994) und Der erste Kontakt (1996).
2001 war Braga zusammen mit Rick Berman Schöpfer und Executive Producer (Produktionsleiter) der fünften Star-Trek-Serie Enterprise. Diese Serie war seine letzte Tätigkeit für Star Trek.

## Andere Filmprojekte
Zusätzlich zu seinen Aufgaben bei Star Trek war Brannon Braga auch Mitautor des Actionfilms Mission: Impossible II (2000), mit Tom Cruise in der Hauptrolle. Außerdem schrieb er für die von 2005 bis 2006 produzierte Science-Fiction-Serie Nemesis – Der Angriff.
2008 stieß er zum Team der Fernsehserie 24 als Co-Executive Producer des Films 24: Redemption und führte diese Aufgabe 2009 in der siebten Staffel der Serie fort. Von 2009 bis 2010 produzierte Braga gemeinsam mit David S. Goyer die Fernsehserie FlashForward. Zusammen mit Seth MacFarlane, Mitchell Cannold und Ann Druyan produzierte er die 2014 ausgestrahlte Dokumentationsreihe Unser Kosmos: Die Reise geht weiter. Er war auch an der Entwicklung der Serie Salem beteiligt, die von 2014 bis 2017 ausgestrahlt wurde.
2017 führte er Regie bei der neuen SF-Serie The Orville, welche große Parallelen zu den Star-Trek-Serien wie TNG, DS9 und Voyager aufweist, wie auch viele weitere Star-Trek-Veteranen dort schon Regie führten.

## Trivia
Braga, der 2000 kurzzeitig mit Jeri Ryan liiert war, lebt heute in Canton im US-Bundesstaat Ohio.
Im Film Star Trek: Der erste Kontakt ließ Braga den titelgebenden Erstkontakt mit den Vulkaniern in seiner Heimatstadt Bozeman im US-Bundesstaat Montana stattfinden.

## Auszeichnungen
Brannon Braga wurde 1994 für seine Arbeit an der siebten und finalen Staffel von Raumschiff Enterprise: Das nächste Jahrhundert zusammen mit Rick Berman, Michael Piller, Jeri Taylor, David Livingston, Peter Lauritson, Merri D. Howard, Ronald D. Moore und Wendy Neuss für den Emmy nominiert.